# Cauchari
Cauchari era una pequeña localidad de la provincia de Jujuy, dentro del Departamento Susques, Argentina.
Allí se encuentra ubicado el Parque Solar Cauchari, uno de los más grandes de su tipo en Sudamérica y que produce 300MW.

## Ubicación
Sus ruinas se hallan en los bordes del Salar de Cauchari límite con la provincia de Jujuy a 70 km de San Antonio de los Cobres sobre Ruta Nacional 51, es un paso obligado hacia el Paso Sico.